# Quatrième circonscription de la préfecture de Yamagata
La quatrième circonscription de la préfecture de Yamagata (山形県第4区, Yamagata-ken dai-yon-ku) est une ancienne circonscription législative de la préfecture de Yamagata au Japon.

## Description géographique
La quatrième circonscription de la préfecture de Yamagata comprenait les villes de Tsuruoka et Sakata et les districts de Higashitagawa, Nishitagawa (ja) et Akumi.

## Députés
| Législature | Début de mandat | Fin de mandat | Député élu       | Parti politique | Parti politique |
| ----------- | --------------- | ------------- | ---------------- | --------------- | --------------- |
| 41e         | 1996            | 2000          | Kōichi Katō (ja) |                 | PLD             |
| 42e         | 2000            | 2002          | Kōichi Katō (ja) |                 | PLD             |
| 42e         | 2002            | 2003          | Jun Saitō (ja)   |                 | PDJ             |